# Zgrada suda u Trogiru
Zgrada suda u gradiću Trogiru, adresa Obala bana Berislavića 1, predstavlja zaštićeno kulturno dobro.

## Opis dobra
Zgrada suda na Obali bana Berislavića u Trogiru sagrađena je 1910. godine prema nacrtu ing. Ćirila Metoda Ivekovića u neogotičkom stilu. Smještena je na jugoistočnoj strani povijesne jezgre Trogira, u blizini mosta za Čiovo. Ova široka dvokatnica ima dva krila i trokutasto unutarnje dvorište po uzoru na tlocrt stare biskupske palače na čijem je mjestu sagrađena. Podrumski dijelovi do razine polukata izvedeni su u tehnici bunjata, dok su katovi ožbukani s urezanom mrežom koja stvara iluziju sljubnica. Glavni ulaz je na zapadnom pročelju, izveden kao neogotički portal. Nad njim je balkon s triforom. Interijer je zadržao dosta elemenata izvorne sudske opreme s početka 20. st.

## Zaštita
Pod oznakom Z-2737 zavedena je pod vrstom "nepokretno kulturno dobro - pojedinačno", pravna statusa zaštićena kulturnog dobra, klasificirano kao "javne građevine".